# Haus Steineck (Mehlem)

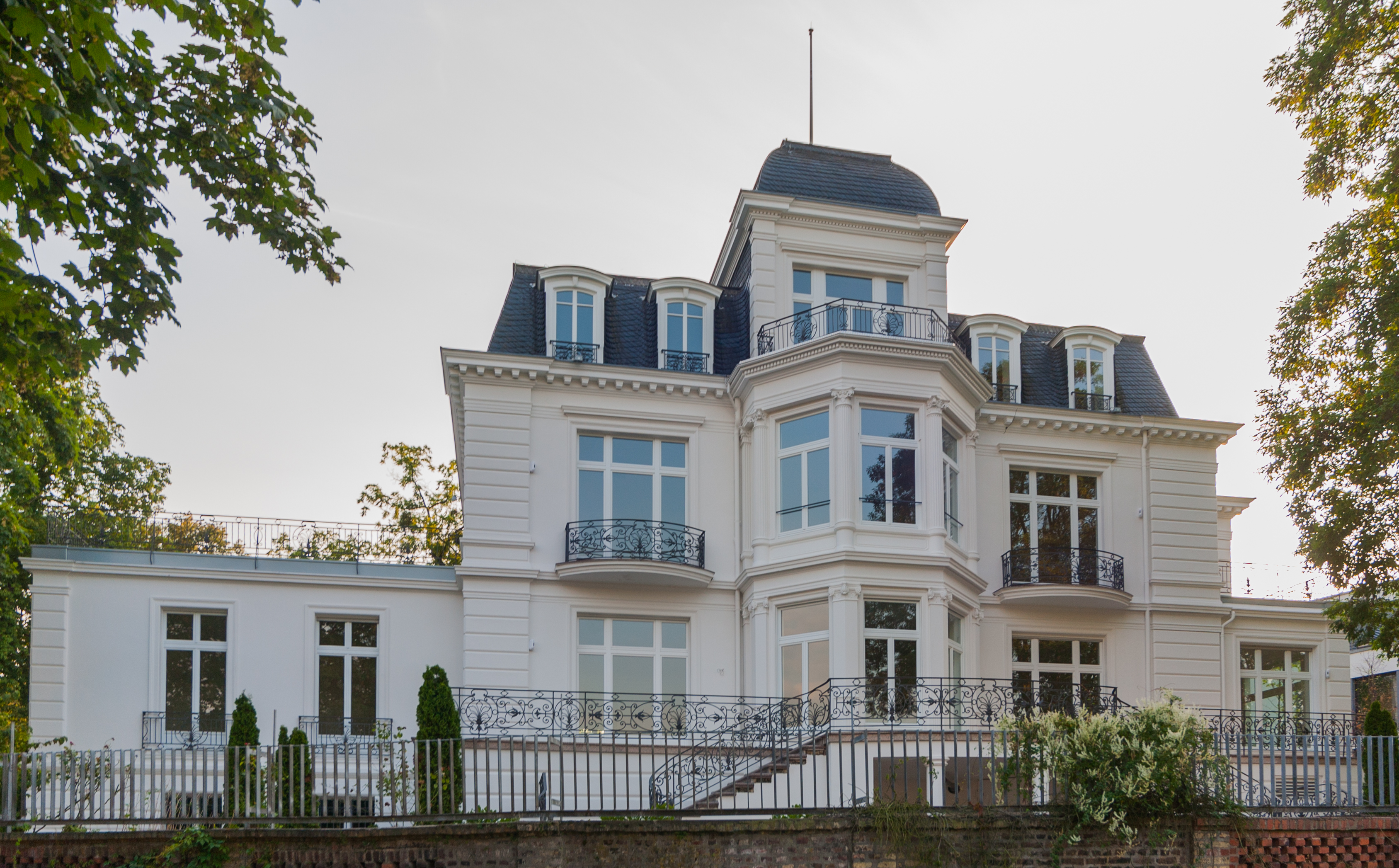
Haus Steineck, Rheinseite (2013)

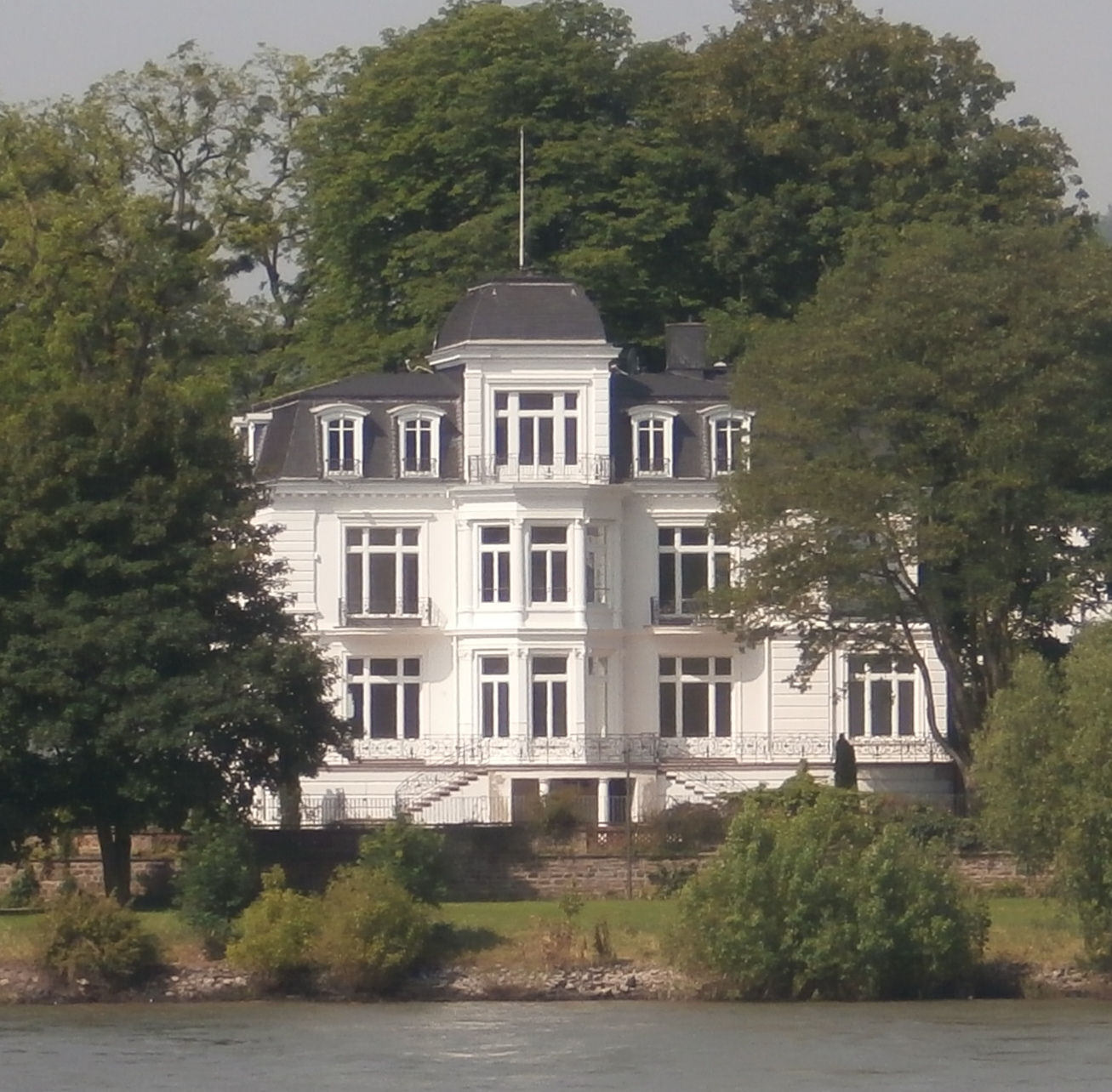
Ansicht vom gegenüberliegenden Rheinufer (2013)

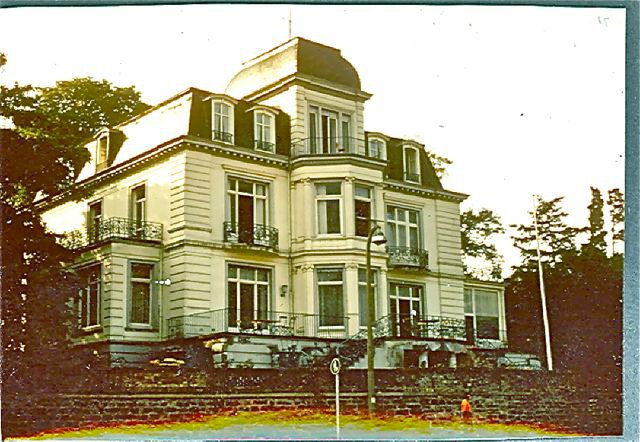
Haus Steineck als Experimentalschule (1972)

Das Haus Steineck ist eine Villa in Mehlem, einem Ortsteil des Bonner Stadtbezirks Bad Godesberg, die Ende des 19. Jahrhunderts errichtet wurde. Sie liegt oberhalb des Rheinufers (John-J.-McCloy-Ufer) an der Rüdigerstraße (Hausnummer 82) Ecke Fährstraße. Das Gebäude steht mit seiner Fassade als Baudenkmal unter Denkmalschutz. Von 1982 bis 2008 war die Villa im Besitz des Königreichs Saudi-Arabien.

## Geschichte
Die Villa entstand Ende des 19. Jahrhunderts auf dem vormaligen Grundstück des bis zur Franzosenzeit (1794–1815) bestehenden Mehlemer Gerichts, wobei die genauen Baudaten unbekannt sind. Als sie 1898 erstmals in den erhaltenen Bauakten erschien, befand sie sich im Besitz des Kölner Bankiers Raoul Stein (Bankhaus J. H. Stein), der sie mit seiner Familie als Sommerwohnung nutzte. Geplant war ein Umbau, bei dem die Villa um eine Achse erweitert, ein quadratischer Raum angefügt und die Terrasse vergrößert wurde. Stilistisch lässt sich die Villa der malerischen französischen Renaissance zurechnen. Als Urheber wird von Wolfram Hagspiel im „Lexikon der Kölner Architekten vom Mittelalter bis zum 20. Jahrhundert“ der Architekt Hermann Otto Pflaume genannt. Die Zuschreibung ist allerdings nicht eindeutig, denn im gleichen Standardwerk ist für den „Umbau der Villa Raul Stein, Bonn Rüdigerstrasse 82 (1898/99)“ der Architekt (Peter Wilhelm) Heinrich Band (1855–1919) „Chefarchitekt“ von O.H. Pflaume zu finden.
Nach dem Ersten Weltkrieg beherbergte sie zunächst eine Kuranstalt, in der Zeit des Nationalsozialismus wurde sie als Erholungsheim einer DAF-Organisation mit dem Namen Arbeitsdank genutzt. 1939 kam auf dem Grundstück ein Residenzgebäude hinzu.
Belgische Besatzungstruppen beschlagnahmten und nutzten die Villa gegen Ende des Zweiten Weltkriegs. Nach Beendigung der Besatzungszeit wurde das Land Nordrhein-Westfalen neuer Eigentümer und ließ die Villa unter Einziehung eines Zwischengeschosses bis 1951 für den Ring politischer Jugend zum Jugendheim (Jugendhaus Steineck) umbauen. 1954 wurde sie vom Heimkehrerverband übernommen und war Tagungsort der Jungen Union. Der Heimkehrerverband veranstaltete hier die Mehlemer Diskussionswochen, 1965 gab er sich hier sein Grundsatzprogramm („Mehlemer Programm“). Von 1971 bis 1973 wurde in dem Anwesen eine Experimentalschule der East Carolina University betrieben (European Study Center), auch danach beherbergte es noch wenige Jahre Studenten dieser Universität während ihres Auslandsaufenthalts in Europa.
1982 erwarb das Königreich Saudi-Arabien Haus Steineck, um hier die bislang ebenfalls an der Rüdigerstraße in einer jüngeren Villa gelegene Residenz ihrer Botschaft, den Wohnsitz des Botschafters in der Bundesrepublik Deutschland einzurichten (→ Liste der diplomatischen Vertretungen). Das Gebäude befand sich seinerzeit in einem nahezu baufälligen Zustand, die Fassade war zuvor unter Denkmalschutz gestellt worden. 1983 wurde mit den ersten Bauarbeiten begonnen, bereits im Oktober des Jahres kam es jedoch aufgrund von Abrechnungsproblemen zu einem Baustopp, der bis 1985 anhielt. Nach Beendigung der Sanierungs- und Umbauarbeiten bei Kosten von fünf Millionen Euro im Spätsommer 1987 konnte der saudi-arabische Botschafter die Villa beziehen.
Im Zuge der Verlegung des Regierungssitzes zog die saudi-arabische Botschaft 1999 nach Berlin um. Anschließend stand die Villa leer und wurde dem Verfall preisgegeben. 2008 verkaufte Saudi-Arabien die Liegenschaft mit einer Fläche von 10.000 m² an einen Privatinvestor, der auf dem Grundstück in den Jahren 2012 und 2013 fünf Wohnhäuser mit 23 Wohnungen der gehobenen Preisklasse errichtete. Das ehemals zur Ville gehörende Residenzgebäude aus dem Jahre 1939 und ein Schwimmbad (Architekt: Dirk Denninger) waren zuvor abgerissen worden.